# Eday
Eday is een eiland en maakt deel uit van de Orkney-eilanden. Het eiland heeft een maximale lengte van 12 km bij een breedte van 4 km. Op het smalste deel in het midden, bij Loch of Doorny, is het eiland slechts 500 meter breed. Het hoogste punt ligt op 101 meter. Er wonen ongeveer 120 mensen op Eday.

## Bezienswaardigheden
- Carrick House; hier werd piraat John Gow in 1725 gevangengenomen.
- verschillende oude molens
- twee oude kookplekken aan de zuidwestkust
- Castle of Stackel
- Stone of Setter, een 4,5 meter hoge menhir
- Fold of Setter